# 1645 Вотерфилд
1645 Вотерфилд (енгл. 1645 Waterfield) је астероид главног астероидног појаса са пречником од приближно 30,58 .
Афел астероида је на удаљености од 3,400 астрономских јединица (АЈ) од Сунца, а перихел на 2,718 АЈ.
Ексцентрицитет орбите износи 0,111, инклинација (нагиб) орбите у односу на раван еклиптике 1,020 степени, а орбитални период износи 1954,612 дана (5,351 година).
Апсолутна магнитуда астероида је 10,70 а геометријски албедо 0,099.
Астероид је откривен 24. јула 1933. године.